# Зефир
Зефир (на гръцки: Ζέφυρος) е бог на западния вятър в древногръцката митология. Син е на Астрей (звездното небе) и Еос (богинята на зората).
Според легендите е господствал в източната част на Средиземно море. Зефир е топъл вятър, макар че често носи със себе си дъжд и бури, но в западните части на Средиземно море почти винаги е лек и приятен вятър. Оттук идва и разликата в представите на древните гърци, които го считат за един от най-силните и стремителни ветрове и римляните, чиято представа е за ласкав и приятен вятър.
Негова съпруга е ората Флора, олицетворението на пролетта. Зефир е изобразяван като младеж с крила.

## Античност
В гръцката и римската митология – образът на Зефир се появява в колекция от митове, предавани от древните традиции на гръцките истории за богове, богини, герои, чрез тях човекът обяснява своето място в света и самото функциониране на света, неговото създаване и история. Най-старите източници на знания от гръцката митология са произведенията на Омир и Хезиод.
В гръцката живопис Зефир се появява във вазописта от V век пр.н.е., появява се и в скулптурен релеф от 2 век пр.н.е., изобразяващ осем ветрове, украсяващ Кулата на ветровете в Атина. В римската живопис Зефир се появява в Помпей (Casa del Naviglio).

## Ренесанс
Нежният образ на западния вятър се появява и в някои от произведенията на известния италиански ренесансов художник Сандро Ботичели. Пример за това е картината „Пролет“, където в дясната част се появяват Зефир и Флора, облечени в тънки прозрачни и ефирни дрехи, хвърляйки нежни цветя. Зефир се появява и в „Раждането на Венера“, която е друга известна картина на Ботичели.
Богът на ветровете се появява и в творчеството на А. Бугро, който е френски живописец, представител на академизма и реализма. Картините му са реалистични и със силен акцент върху красотата на женското тяло. В картината му „Флора и Зефир“ това силно проличава: Зефир отново е облечен с фина дреха, препасваща го само през кръста, изобразен е като млад и красив мъж, който нежно прегръща своята любима нимфа Флора, шепнейки ѝ нещо.
Зефир се появява и в „Похищението на Психея“ от А. Бугро, плод на неговия академичен стил на изобразяване. Художникът изхожда от легендата в Древен Рим, за любовта между Купидон, римският бог на любовта, и смъртната Психея. Сюжетът на картината е как Зефир отвлича Психея от планината, за да я спаси от чудовището.

## Стенописи
В стенописите образът на Западния вятър се появява във фреска в Помпей, където той вече има отрицателна роля. Сюжетът разказва мита за Зефир и Хиацинт, където Зефир го удря по главата и го убива от ревност. Така от кръвта на Хиацинт се появява едноименното цвете, известно още като зюмбюл.
Образът на Зефир се появява още в древността и просъществувайки през много епохи като символ на пролетта, красотата, доброто и новото начало.